# Liste des sénateurs belges (législature 1949-1950)
Pour les articles homonymes, voir Liste des sénateurs belges.
Liste des sénateurs pour la législature 1949-1950 en Belgique, à la suite des élections législatives  par ordre alphabétique.

## Président
- Robert Gillon

## Membres

### élus
1. Jean Allard (arr. Liège)
2. Emile Allewaert (arr. Roulers-Tielt)
3. Franciscus Baur (arr. Gand-Eeklo)
4. Mme Jeanne Beeckman, vve. Vandervelde (arr. Bruxelles)
5. René Binot (arr. Mons-Soignies)
6. Oscar Bossaert (arr.Bruxelles)
7. Jean Bouilly, secrétaire (arr.Mons-Soignies)
8. Arnold Boulanger (arr. Liège)
9. Auguste Buisseret[1], 3e vice-président (arr.Liège)
10. Robert Catteau, 3e vice-président (arr. Bruxelles)
11. Arthur Clays (arr. Courtrai-Ypres)
12. Joseph Clynmans (arr.Anvers)
13. Vicomte Vincent Cossée de Maulde (arr. Tournai-Ath)
14. Lode Craeybeckx (arr.anvers)
15. Gaston Crommen (arr. Gent-Eeklo)
16. comte Charles d'Aspremont Lynden (arr. Namur/Dinant-Philippeville)
17. August De Boodt (nl),secrétaire (arr. Malines-Turnhout)
18. Marcel Decoene (arr. Bruxelles)
19. H. De Groote (arr. Furnes-Dixmude-Ostende)
20. Gustaaf De Haeck (arr. Audenarde-Alost)
21. comte Henri de la Barre d'Erquelinnes, questeur (arr. Mons-Soignies)
22. Étienne de la Vallée Poussin (arr. Bruxelles)
23. comte Charles de Limburg Stirum (arrts. du Luxembourg)
24. Baronne Agnès della Faille d'Huysse (Audenarde-Alost)
25. Maurice Delmotte (arr. Huy-Waremme)
26. Hendrik Delport (arr. Louvain)
27. Robert de Man (arr.Courtrai-Ypres)
28. Abdon Demarneffe (arr. Hasselt-Tongres-Maaseik)
29. Guillaume-Ghislain De Nauw (arr. Audenarde-Alost)
30. Charles Derbaix (arr. Charleroi-Thuin)
31. Édouard Descampe (arr. Bruxelles)
32. René De Smedt (arr. Roulers-Tielt)
33. Gustaaf De Stobbeleir (arr. Audenarde-Alost)
34. Jacques De Vocht (arr. Hasselt-Tongres-Maaseik)
35. Emile De Winter (arr. Bruxelles)
36. Ghislain Dhondt (arr. Roulers-Tielt)
37. Octave Dierckx (arr. Bruxelles)
38. Amédée Doutrepont, questeur (arr. Bruxelles)
39. Mlle Jeanne Driessen (arr. Hasselt-Tongres-Maaseik)
40. L.G. Duray (arr.Mons-Soignies)
41. Duterne (arr. Charleroi-Thuin)
42. Jean Duvieusart[2] (arr.Charleroi-Thuin)
43. Paul Estienne (arr. Nivelles)
44. Simon Flamme (arr. Tournai-Ath)
45. René George (arr. Charleroi-Thuin)
46. Robert Gillon (arr. Courtrai-Ypres)
47. Henri Glineur (arr. Charleroi-Thuin)
48. Arnold Godin (arr. Verviers)
49. Arsène Gribomont (arr. Arlon-Marche-Bastogne/Neufchâteau-Virton)
50. Grootjans (arr. Louvain)
51. Hyacinth Harmegnies (arr.Mons/Soignies)
52. Julius Hoste jr. (arr. Bruxelles)
53. Adrien Houget (arr. Verviers)
54. Louis Huart (arr. Namur/Dinant-Philippeville)
55. L. Huart (arr. Tournai-Ath)
56. Etienne Jacobs (arr. Tongres-Maaseik)
57. Jozef Jespers (arr. Anvers)
58. Albert Kluyskens (arr. Gand-Eeklo)
59. Robert Lacroix (arr. Namur-Dinant-Philippeville)
60. Hubert Lapaille (arr. Huy-Waremme)
61. Edmond Leysen (arr. Malines-Turnhout)
62. Paul Libois (arr.Nivelles)
63. Albert Lilar[3](arr. Anvers)
64. Cassian Lohest (nl) (arr. Liège)
65. Edmond Machtens (arr. Bruxelles)
66. Albert Mariën (arr.Gand-Eeklo)
67. Martens (arr. Bruges)
68. Léon Matagne (arr.Charleroi-Thuin)
69. Meunier (arr. Namur-Dinant-Philippeville)
70. Andries Mondelaers (arr. Hasselt/Tongres-Maaseik)
71. Henri Moreau de Melen[3] (arr. Liège)
72. Albert Moulin (arr.Tournai-Ath)
73. Gilbert Mullie (arr.Courtrai-Ypres), 2e vice-président
74. Urbanus Muyldermans (arr. Malines-Turnhout)
75. René Noël (arr.Mons-Soignies)
76. baron Pierre Nothomb (arrts du Luxembourg)
77. Alphonse Pincé (nl) (arr. Termonde-Saint-Nicolas)
78. R. Remson (arr.Charleroi-Thuin)
79. Alfons Roelandts (arr.Louvain)
80. Edmond Ronse, secrétaire (arr. Gand-Eeklo)
81. Maurice Schot (arr. Louvain)
82. Marcel Seghin (arr. Namur-Dinant-Philippeville)
83. Aloïs Sledsens (arr.Anvers)
84. Marcel Sobry (arr.Furnes-Dixmude-Ostende)
85. Paul Struye (arr. Bruxelles)
86. Jean Taillard (arr. Bruxelles), secrétaire
87. Karel Tobback (arr. Anvers)
88. Léon-Éli Troclet (arr. Liège)
89. Charles Van Belle (arr.Liège), questeur
90. Edouard Van Eyndonck, secrétaire (arr.Anvers)
91. Willy Van Gerven (arr. Termonde-Saint-Nicolas)
92. Maurice Van Hemelrijck (arr. Bruxelles)
93. Jozef Van In (arr. Malines-Turnhout)
94. Liban Van Laeys (nl) (arr. Termonde-Saint-Nicolas)
95. Theofiel Van Peteghem (nl) (arr. Termonde-Saint-Nicolas)
96. William Van Remoortel (arr. Bruxelles)
97. Joseph Van Roosbroeck (arr.Malines-Turnhout)
98. Paul Van Steenberge (nl) (arr. Gand-Eeklo)
99. Maurice Verbaet (nl) (arr. Anvers)
100. Jozef Verbert (arr.Malines-Turnhout)
101. Emiel Vergeylen (arr. Gand-Eeklo)
102. Piet Vermeylen (arr. Bruxelles)
103. Vos (arr.Anvers)
104. Remi Wallays (nl) (arr. Courtrai-Ypres)
105. Wyn (arr.Anvers)
106. Louis Zurstrassen (arr.Verviers)

### provinciaux
- Joseph Baert
- Alfred Bertrang
- Hubert Beulers
- Albert Bouweraerts (nl)
- Émile Coulonvaux
- Joseph Custers (nl)
- Victor De Bruyne
- baron René de Dorlodot
- René Delor
- Pierre De Smet
- Ernest Duray
- Georges Feryn (suppléant de H. De Groote)
- Petrus-Ferdinand Francen
- Gustaaf Gabriël (nl)
- Gérard
- Léonce Lagae
- Mme Antonia Lambotte-Pauli
- Laurens
- Ledoux
- Victor Leemans
- Jules Levecq
- Hubert Leynen (nl)
- Jules Massonnet, secrétaire
- Georges Mazereel
- Léonard Meurice
- Roger Motz
- Cyriel Neefs
- Gerard Neels (nl)
- Maurice Orban[4]
- Étienne Orban de Xivry
- Leo Schalckens
- Maurice Servais
- Alfred Slegten
- Alexandre Spreutel
- Louis Streel
- Jacques Van Buggenhout (nl), questeur
- Octaaf Van den Storme
- Frans-Vital Van der Borght
- Vandermeulen
- Victor Van Laerhoven
- Frans Van Loenhout
- Cyrille Van Overbergh
- Julien Versieren
- baron Pierre Warnant
- Jules Wostyn
- Edmond Yernaux

### cooptés
- Mlle Maria Baers
- Jean Baltus
- Pieter-Jan Broekx (nl)
- Louis Catala
- Mme  Georgette Ciselet
- August De Block
- Edgard De Bruyne
- Joseph De Clercq, questeur
- Pierre Diriken
- Joseph Hanquet, secrétaire
- Arthur Jauniaux (+ 1949) remplacé par Paul De Groote le 26/10/1949
- Charles Moureaux
- Arthur Mulier
- Charles Petit
- Joseph Pholien, 1er vice-président
- Henri Rolin, président
- Jean Rolland
- Édouard Ronvaux
- Paul Segers
- Mme Marie Spaak
- Jean Van Houtte
- Paul Van Zeeland[5]
- Raoul Vreven (nl)